# Forbrydelsens element
Forbrydelsens element er den danske instruktør Lars von Triers debutfilm fra 1984, skrevet i samarbejde med Niels Vørsel. Den er første del af von Triers "Europa-trilogi"
Filmen handler om kriminalkommissæren Fisher (Michael Elphick), som vender tilbage til Europa for at opklare en række børnemord. Fisher kontakter sin mentor Osbourne (Esmond Knight), der har skrevet teoribogen Element of Crime om at sætte sig i forbryderens sted for at forstå hans motiver. Fisher forsøger at finde morderen efter denne metode, men får sværere og sværere ved at finde spor, der kan lede ham til morderen, og begynder samtidig at synke ned i et moralsk forfald.
"Forbrydelsens Element" er et af dansk films mest eksperimenterende værker, da det visuelt skiller sig ud fra alt andet der i 1984 var set i europæisk film. Der er brugt gult farvefilter og mange af filmens scener og replikker er citater fra poesi, billedkunst og film. Desuden foregår den i et tid- og stedløst, nærmest postmoderne Europa, hvor alt synes ødelagt og nedbrudt.
Filmen er den første i Triers første idealist-trilogi, der også omfatter Epidemic og Europa. Temaet er dog gennemgående i alle hans film. Filmen viser på galgenhumoristisk vis, hvordan idealisten giver afkald på egen identitet og mister sig selv, fordi han partout ønsker at prøve at forstå andre og samtidig ikke kan holde fast i sig selv. Trier har selv beskrevet idealisttemaet som en let ironisering over hans egen kommunistiske ungdom. Konkret har Trier endvidere udtalt en vis foragt for folk, der føler et behov for at forstå mordere og deres motiver.
Filmen modtog en teknisk pris ved filmfestivalen i Cannes.

## Handling
Hos en hypnotisør i Cairo bringes politimanden Fisher til at generindre sin efterforskning af nogle mystiske mord i Europa. Der er tale om et Europa i en nær fremtid, hvor alt er i opløsning og fuldstændigt forfald. Kriminalsagen, Fisher efterforsker under den barske inspektør Kramers ledelse, har tidligere været i hænderne på Fishers lærer på politiskolen, Osborne, forfatter til bogen "Forbrydelsens element". Det drejer sig om mordene i forskellige byer på nogle små piger, der solgte lodsedler. Osborne mistænkte en vis Harry Grey, men hævder nu, at denne ikke længere eksisterer. Alligevel følger Fisher sporene efter Grey fra by til by, og et uhyggeligt mønster tager form. En prostitueret østasiatisk pige, han har slået følge med, viser sig også at have været Harry Greys ledsager. Teorien i Osbornes bog er Fisher begyndt at tage alt for godt til sig. Den gik ud på at sætte sig fuldstændigt ind i den kriminelles tankegang. Også Osborne selv viser sig at have lært for meget af sin teori.

## Medvirkende
- Michael Elphick
- Esmond Knight
- Me Me Lai
- Jerold Wells
- Ahmed El Shenawi
- Astrid Henning-Jensen
- János Herskó
- Stig Larsson
- Harry Harper
- Roman Moszkowicz
- Lars von Trier
- Frederik Casby
- Duke Addabayo
- Jon Bang Carlsen
- Leif Magnusson
- Gotha Andersen